# Profesor Frink
El Profesor John I.Q. Nerdelbaum Frink, Jr., más conocido como Profesor Frink (llamado en ocasiones Profesor Juan Brinco en Hispanoamérica) es un personaje recurrente de la serie animada Los Simpson. Su voz es interpretada por Hank Azaria, y apareció por primera vez en el episodio Old Money. Es el científico de la ciudad de Springfield y profesor universitario, es un ser extremadamente brillante, pero inepto socialmente. Frink siempre trata de usar sus extraños inventos para salvar a la ciudad, especialmente durante los especiales de Halloween, pero por lo general solo logra complicar más las cosas.

## Papel enLos Simpson

### Personalidad
El personaje John Frink es generalmente descrito como el estereotipo de nerd y científico/inventor de la ciudad de Springfield. Es profesor en el Instituto de Tecnología de Springfield. Tiene la peculiaridad de utilizar expresiones extrañas cuando se entusiasma, tales como ¡Hoyvin-Mayvin! y gritar otras palabras que no tienen relevancia en la situación. También se refiere ocasionalmente a la importancia de recordar sumar o restar el uno al realizar cálculos matemáticos, y tienen la tendencia de complicar demasiado asuntos simples. Siempre es visto con sus anteojos, ya que nunca se los quita.
En el episodio de la temporada 20 Gone Maggie Gone, Homer quiere hablar con él, pero cuando justo le atendía, este tiraba veneno de ratas cuando Frink dice ¿Qué? Será la posible muerte del Doctor Frink. 
Frink tiene un cociente intelectual de 197 puntos; tenía 199 antes de sufrir una conmoción cerebral durante el colapso de la breve junta de gobierno intelectual, y es miembro de la sede de Mensa en Springfield.

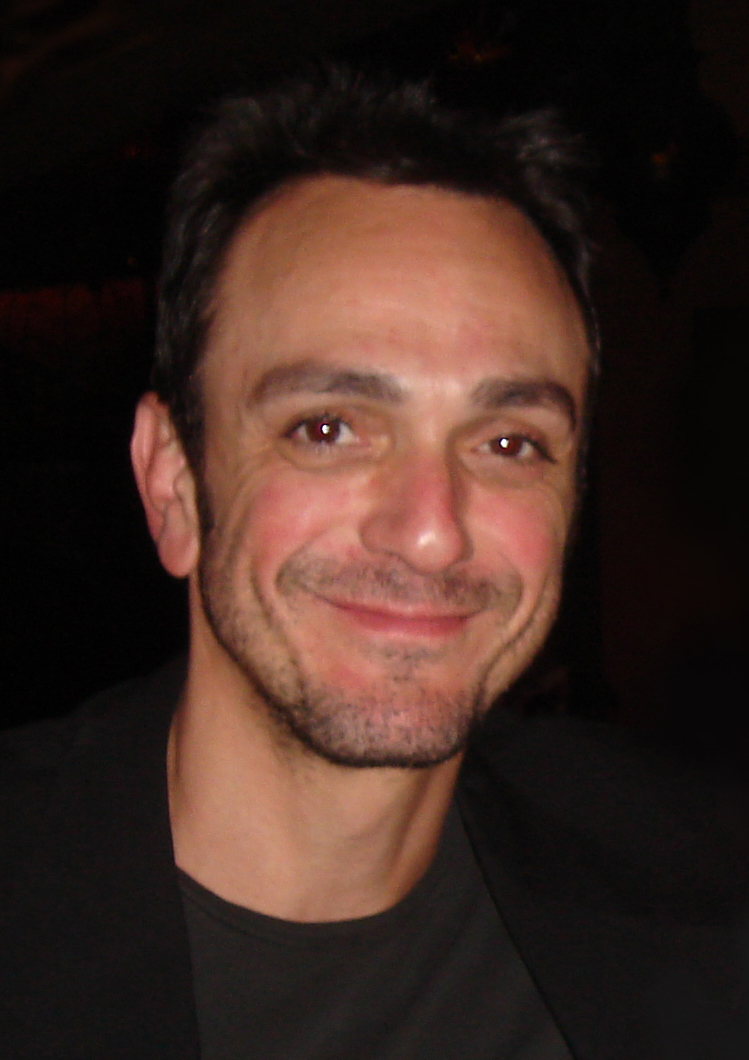
Hank Azaria voz de Frink

Frink es también el inventor de, entre otras cosas, zapatos automáticos para bailar tap, el exagerador de ranas, el monstruómetro, el detector de sarcasmo, las orejeras de hamburguesa (las cuales son aparentemente más complicadas que lo que podría suponerse, ya que su construcción acarrea problemas tales como la "matriz de pepinillos") y la píldora de ocho meses después. Algunos de los inventos de Frink, tales como el autollamador (su primer invento patentado), trabajan mejor que otros, tales como su avión controlado mediante control remoto, el cual lleva a bebés como pasajeros bajo el control de sus padres (y se estrella), o un edificio seguro del que brotan piernas y huye del peligro potencial pero acaba incendiándose (curiosamente, los autollamadores de Frink tienen ruedas secretas que el profesor puede activar si no le gusta el uso que les está dando). Además, en la década de 1960, Frink fabricó napalm para que fuese arrojada en Da Nang. Frink también ha descubierto y hallado la cura de "la enfermedad de Frink" y ha descubierto el "Frinkonium."  Tiene un título en astrología al punto de ser capaz de construir una supercomputadora que predice el futuro, y ha sido visto tratando de lograr viajar a través del tiempo. 
Varias de las apariciones más importantes de Frink se han llevado a cabo en los episodios especiales de Halloween, los cuales no tienen relevancia en la continuidad de la serie. Los inventos bizarros de Frink y su comprensión de la física avanzada fueron utilizados para realizar argumentos sobrenaturales. En estos episodios se revelan varias facetas de la personalidad de Frink, tales como su título universitario y su relación con su padre.

### Familia
Frink tiene una esposa, a quien se refiere en su primera aparición y aparece brevemente en un par de episodios, siendo una científica muy parecida en él, aunque en episodios posteriores se muestra que se han separado o divorciado, aunque tienen un hijo idéntico a ellos; en otros capítulos se ha visto a Frink relacionado románticamente con robots femeninas, y en una ocasión se muestra a una concursante de Miss USA enamorada de él. Su hijo sólo ha sido visto en dos ocasiones: durante una convención para niños y productos infantiles como piloto de un avión a control remoto en Brother, Can You Spare Two Dimes? (el hijo de Frink vuela por la ventana a bordo del avión) y en una pelea de robots en I, D'oh-Bot (manejando al robot).

## Personaje
Frink se planeó originalmente como un científico loco. Sin embargo, cuando el actor de voz Hank Azaria realizó la voz de Frink, realizó una imitación del personaje El profesor chiflado de Jerry Lewis, por lo que los guionistas decidieron convertir a Frink en una parodia de Lewis; en Grampa vs. Sexual Inadequacy y The Blunder Years incluso muestran al profesor convirtiéndose en un seductor tal y como pasaba en la película. Como homenaje a Lewis, Azaria concibió la idea de un segmento de Treehouse of Horror XIV en el cual Frink revive a su padre fallecido, cuya voz es realizada por el mismo Jerry. El nombre de Frink fue tomado del guionista John Frink; sin embargo, el personaje apareció antes de que se comenzase a trabajar en el programa. Los ruidos extraños que realiza Frink al hablar de reconocen en los libretos como "ruido de Frink".

## Impacto cultural
Un lenguaje de programación de computadoras y una herramienta de análisis de reactores espaciales han sido denominados "Frink" en honor al personaje.